# La Proie du mort
Pour plus de détails, voir Fiche technique et Distribution.
La Proie du mort (Rage in Heaven) est un film américain réalisé par W. S. Van Dyke, Robert B. Sinclair et Richard Thorpe, sorti en 1941.

## Synopsis
À Londres, Ward Andrews retrouve par hasard Philip Monrell, son ancien camarade de chambrée à l'université, qui vient de rentrer de Paris. Philip invite Ward dans sa maison de campagne, où ils rencontrent Stella Bergen, la secrétaire de Mme Monrell, la mère de Philip. Cette dernière craint que son fils néglige son travail à l'aciérie familiale et espère que Stella, qu'elle aime comme sa propre fille, épousera Philip. Stella l'aime bien, mais elle est plus attirée par Ward. Philip semble s'en satisfaire, mais il est heureux de voir partir Ward. Mme Monrell annonce alors qu'elle part en voyage en Afrique pour sa santé, et que Philip doit diriger l'usine. Stella encourage Philip à faire que sa mère désire malgré ses craintes, et il lui révèle alors que lorsqu'il était à Paris il s'était fait passer pour Ward et qu'il s'était senti mieux. Il demande alors à Stella de l'épouser et elle accepte.
Six semaines après leur mariage, Philip part travailler à l'usine à contrecœur, mais il cache dans sa valise de petit chat que Ward a offert à Stella. Plus tard, pour l'impressionner, il organise une réunion de direction, mais ses remarques sont si ridicules que l'ingénieur en chef démissionne. Le même soir, Clark, le maître d'hôtel, annonce que le chaton de Stella a été retrouvé le cou brisé près de l'usine. Son chagrin met en rage Philip, mais il s'excuse plus tard et lui demande ne jamais le quitter. Elle lui demande de ne jamais plus mentionner le nom de Ward, mais elle est surprise lorsque Philip demande à Ward d'être son nouvel ingénieur. 
Quelques semaines plus tard, Philip fait croire à un voyage d'affaires juste pour espérer trouver Ward et Stella ensemble. Plus tard sa paranoïa le poussera à se suicider en s'empalant sur un couteau après avoir mis à sac son propre bureau, mais auparavant il s'est arrangé pour que les empreintes de Ward soient sur ce couteau. Après la découverte du corps, Ward est reconnu coupable du meurtre de Philip. La veille de l'exécution, Stella reçoit la visite du Docteur Rameau, un psychiatre parisien, qui lui apprend qu'il avait traité Philip dans sa clinique pour une paranoïa, mais sous le nom de Ward Andrews. Rameau est convaincu que Philip, qui s'était enfui de la clinique, s'est tué lui-même et que, comme nombre de paranoïaques, il doit avoir laissé une trace, comme un journal par exemple. Clark, Stella et Rameau fouillent la maison mais ils sont interrompus par Mme Monrell. Elle leur apprend que le père de Philip s'était suicidé et que Philip a toujours tenu un journal. Le contenu de celui-ci parmet de sauver Ward. 

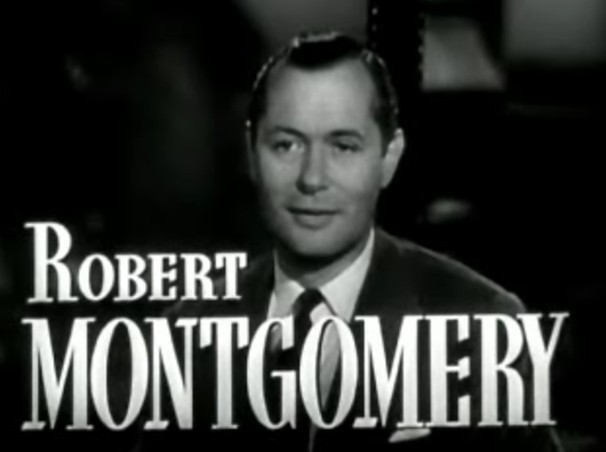
Robert Montgomery

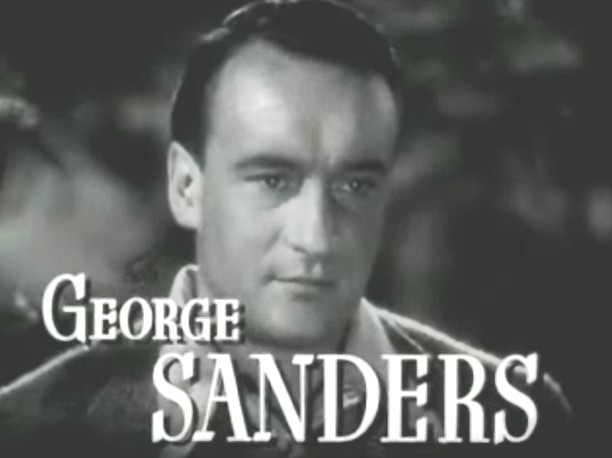
George Sanders

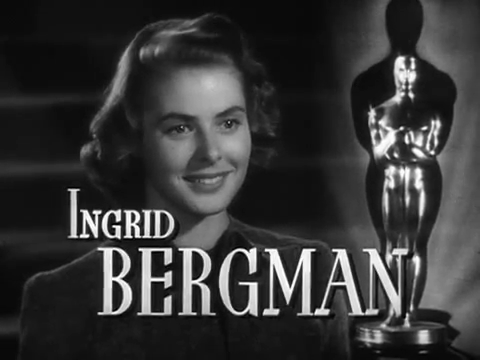
Ingrid Bergman

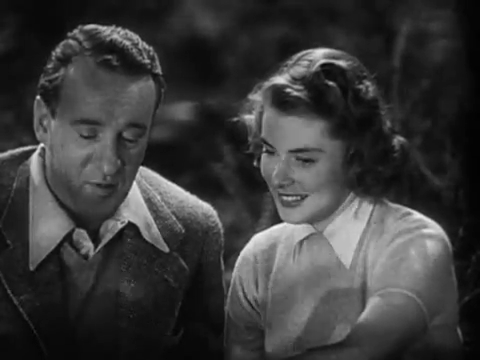
Ingrid Bergman et George Sanders

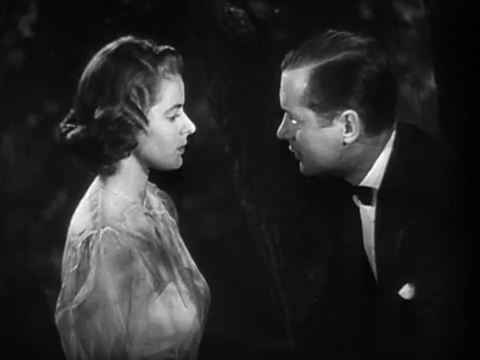
Ingrid Bergman et Robert Montgomery

## Fiche technique
- Titre original : Rage in Heaven
- Titre français : La Proie du mort
- Réalisation : W. S. Van Dyke, Robert B. Sinclair, Richard Thorpe
- Scénario : Christopher Isherwood et Robert Thoeren (en) d'après le roman Rage in Heaven de James Hilton
- Direction artistique : Cedric Gibbons et Eddie Imazu (associé)
- Décors : Edwin B. Willis
- Costumes : Adrian
- Photographie : Oliver T. Marsh et George J. Folsey (non crédité)
- Son : Douglas Shearer
- Musique : Bronislau Kaper, Mario Castelnuovo-Tedesco, Eugene Zador
- Production : Gottfried Reinhardt
- Société de production : Metro-Goldwyn-Mayer
- Société de distribution : Loew's Inc.
- Pays de production :  États-Unis
- Langue originale : anglais
- Format : Noir et blanc — 35 mm — 1,37:1 — son Mono (Western Electric Sound System)
- Genre : dramatique, Thriller, Film noir
- Durée : 85 minutes
- Dates de sortie : 
  - États-Unis : 7 mars 1941
  - France : 25 juillet 1945
- Affiche : Boris Grinsson (France)

## Distribution
- Robert Montgomery : Philip Monrell
- Ingrid Bergman : Stella Bergen
- George Sanders : Ward Andrews
- Lucile Watson : Mme Monrell
- Oskar Homolka : Docteur Rameau
- Philip Merivale : M. Higgins
- Matthew Boulton : M. Ramsbotham
- Aubrey Mather : Clark
- Frederick Worlock : Solliciteur général
- Francis Compton : Bardsley
- Gilbert Emery : M. Black
- Ludwig Hardt : Durand

Acteurs non crédités
- Harry Allen : Premier juré
- Leonard Carey : Eric, le chauffeur
- Jean Del Val : Concierge du sanatorium
- Edward Fielding : Gouverneur
- Lawrence Grant : Consul britannique
- Lillian Kemble-Cooper : Infirmière
- Leonard Mudie : Prêtre
- Frank Shannon : Délégué des ouvriers

## Autour du film
- Robert B. Sinclair commença la réalisation du film. Le producteur Louis B. Mayer qui constatait que le tournage prenait du retard, le remplaça par W. S. Van Dyke qui était connu pour son efficacité[1].
- Van Dyke était réputé pour la rapidité de ses réalisations, ne prenant qu'une prise de chaque séquence. Une attitude qui excéda les deux acteurs. Ingrid Bergman entra en conflit avec lui, et Robert Montgomery joua tout en affichant une indifférence au cinéaste lors des consignes[2].
- Comme ni Sinclair, ni Van Dyke, n'étaient disponibles pour reprendre certaines scènes, c'est Richard Thorpe qui en fut chargé, mais seul Van Dyke est crédité au générique[3].